# NGC 7838
NGC 7838 je galaxie v souhvězdí Ryby. Její zdánlivá jasnost je 14,6m a úhlová velikost 0,7′ × 0,3′. Vzdálená je 524 milionů světelných let, její skutečný průměr je 105 tisíc světelných let. S galaxií NGC 7837 tvoří interagující pár galaxií, který je zařazen v Arpově katalogu s číslem 246. Objekt objevil 29. listopadu 1864 Albert Marth.

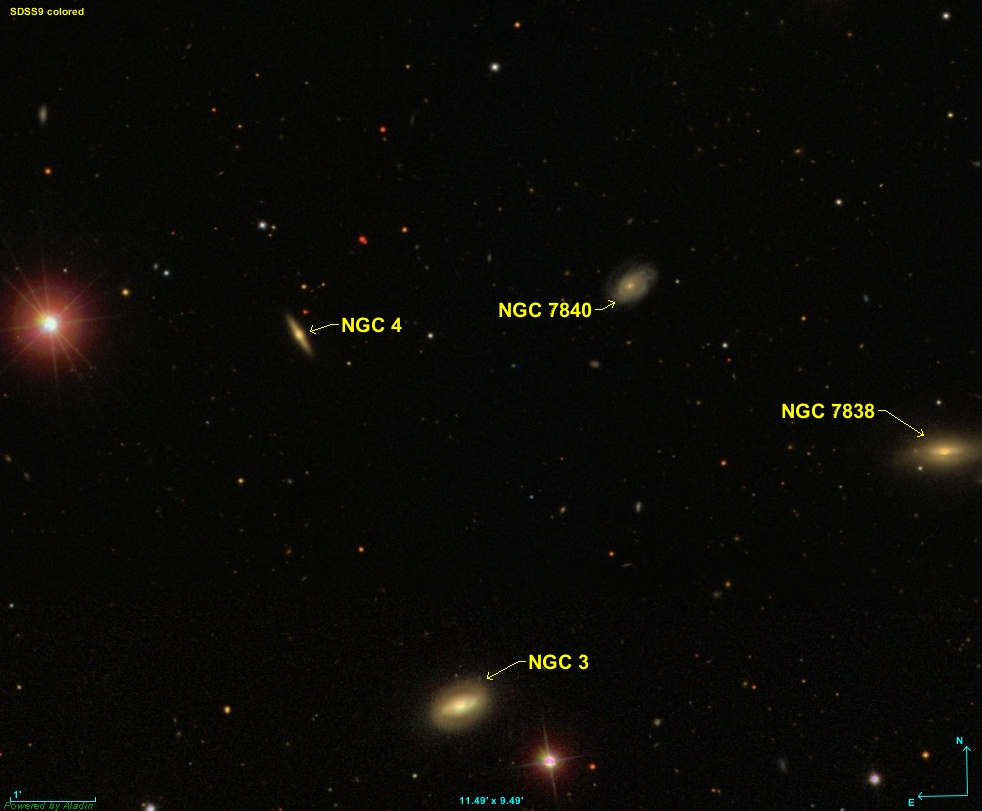